# Фриборд

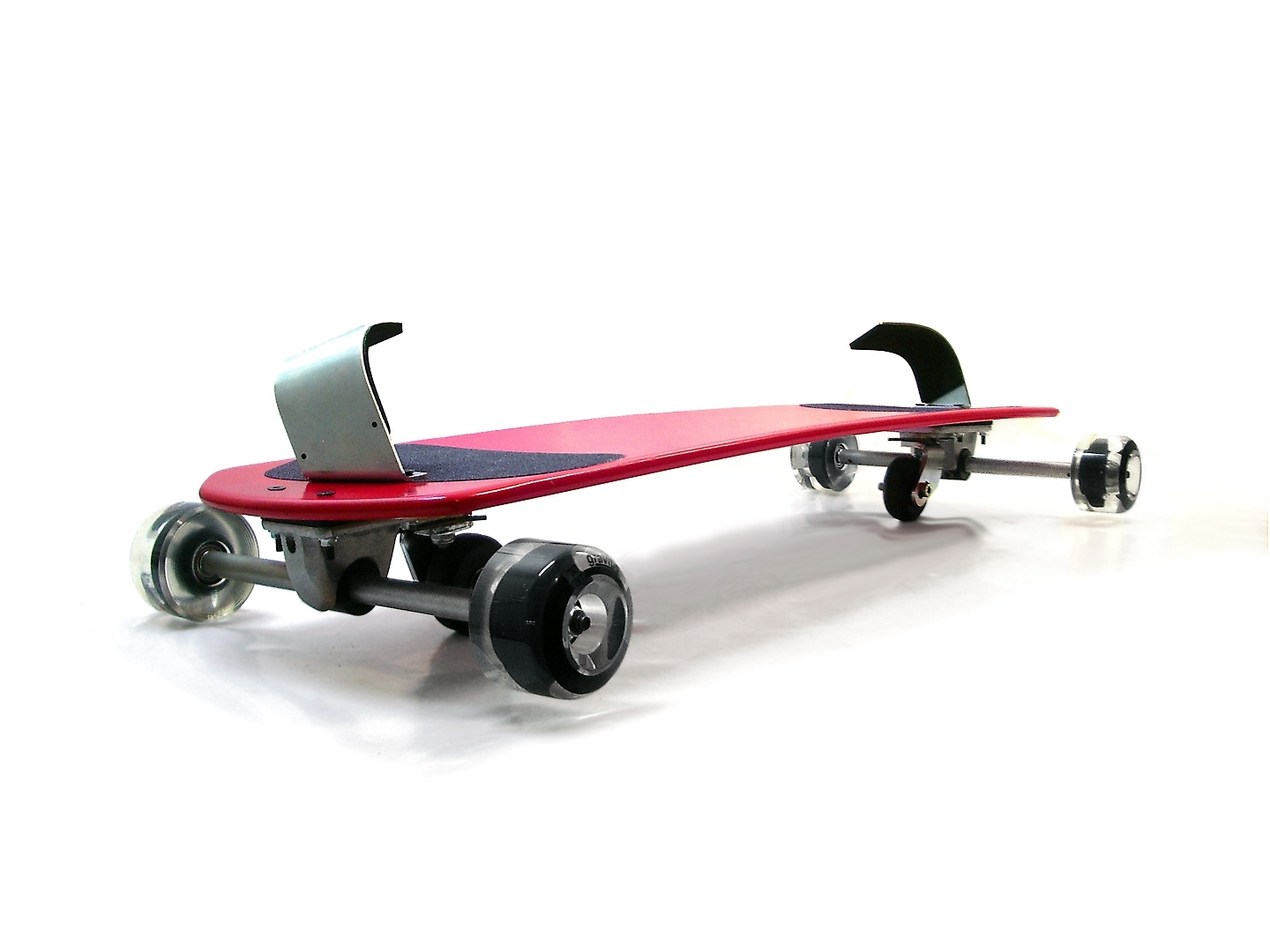
Фриборд (2014)

Фриборд (англ. freebord) — модифікація скейтборда, яка імітує поведінку сноуборда.
Фриборд має шість коліс. Чотири колеса розташовані стандартно, як на скейтборді, але рознесені ширше. Два додаткових колеса змонтовані по центру дошки. Додаткові колеса знаходяться нижче основних та вільно обертаються навколо вертикальної осі. За рахунок такої модифікації фриборд має змогу обертатися на 360° без відриву від землі. Дана конструкція дозволяє сноубордистам легше пристосуватися до скейтбордингу.
Ідея винаходу належить Стіву Стренду, який разом з однодумцями створив компанію з виготовлення фрибордів.